# Allograpta latifacies
Allograpta latifacies är en tvåvingeart som först beskrevs av Shannon 1927.  Allograpta latifacies ingår i släktet Allograpta och familjen blomflugor. Inga underarter finns listade i Catalogue of Life.